# 威爾河
威爾河（英語： /ˈwɪər/ WEER）是東北英格蘭的河流，在奔寧山脈發源，向西流經達拉謨郡，在新特蘭流入北海，全長96公里（60英哩）。在設立泰恩-威爾郡前，威爾河是全英格蘭中河道完全在一個郡境內的最長河流。